# República Checa en los Juegos Olímpicos de Los Ángeles 2028
La República Checa participará en los Juegos Olímpicos de Los Ángeles 2028. Responsable del equipo olímpico es el Comité Olímpico Checo, así como las federaciones deportivas nacionales de cada deporte con participación.